# Vigolzone
Vigolzone ist eine norditalienische Gemeinde (comune) mit 4162 Einwohnern (Stand 31. Dezember 2023) in der Provinz Piacenza in der Emilia-Romagna. Die Gemeinde liegt etwa 16 Kilometer südsüdwestlich von Piacenza im Val Nure. Die östliche Gemeindegrenze bildet der Nure.

## Geschichte
Aus den Berichten über die Schlacht an der Trebbia (218 vor Christus) wird auch vom Ort Viccunia berichtet. Archäologische Grabungen haben im 18. Jahrhundert die Existenz dieses Ortes im Gemeindegebiet bestätigt. Die Burganlage von Vigolzone wurde ab 1242 errichtet. 

## Wirtschaft und Verkehr

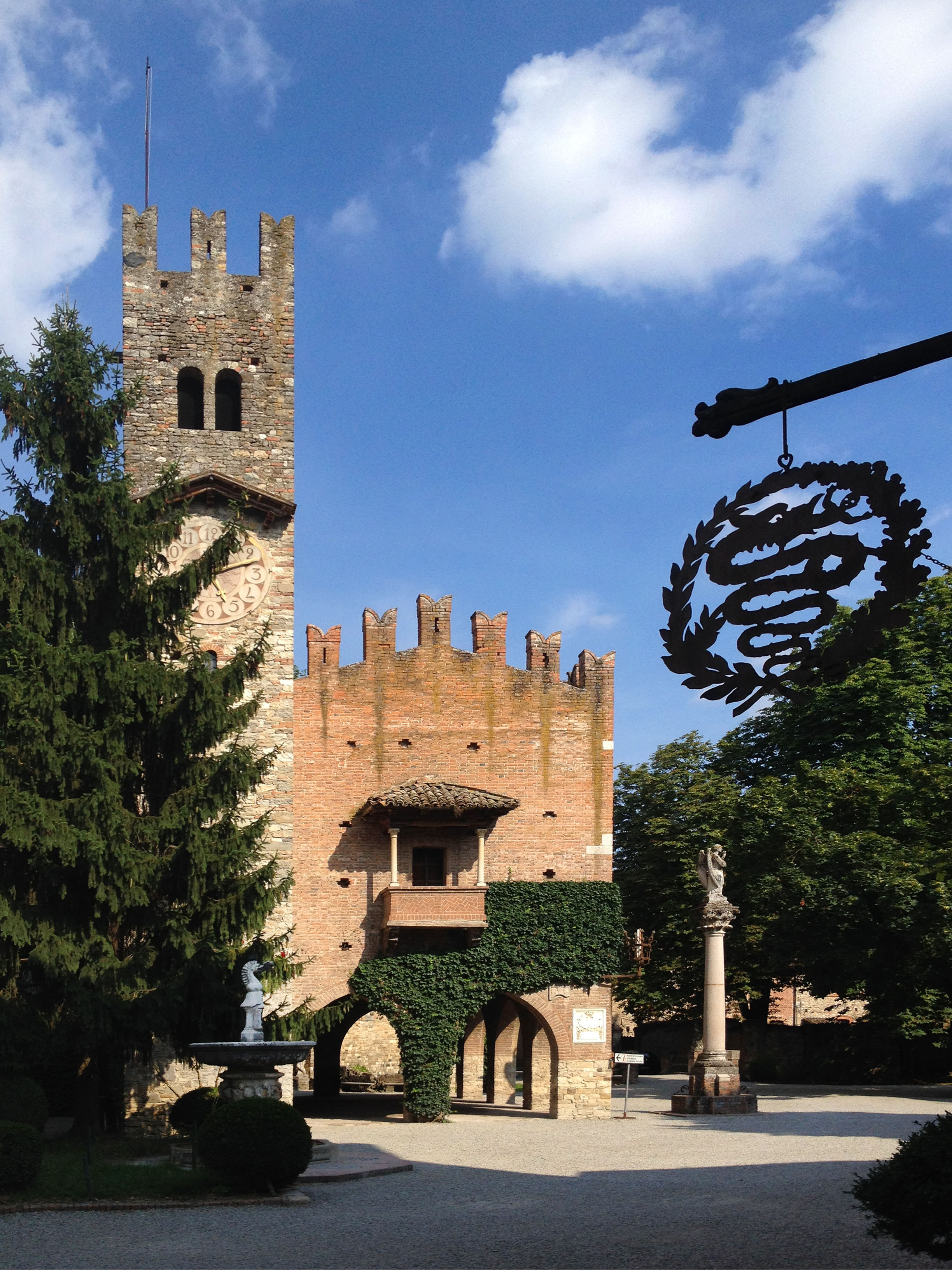
Grazzano Visconti

An den Colli Piacentini wird Wein angebaut. Durch das Anbaugebiet und durch die Gemeinde führt die frühere Strada Statale 654 di Val Nure von Piacenza nach Rezzoaglio in Ligurien. Die frühere Bahnlinie von Piacenza nach Bettola (La Littorina), an der sich im Ortsteil Grazzano Visconti ein Bahnhof befand, ist seit 1967 stillgelegt.